# Nightmute
Nightmute is een plaats (city) in de Amerikaanse staat Alaska, en valt bestuurlijk gezien onder Bethel Census Area.

## Demografie
Bij de volkstelling in 2000 werd het aantal inwoners vastgesteld op 208.
In 2006 is het aantal inwoners door het United States Census Bureau geschat op 209, een stijging van 1 (0.5%).

## Geografie
Volgens het United States Census Bureau beslaat de plaats een oppervlakte van
263,0 km², waarvan 251,2 km² land en 11,8 km² water.

## Plaatsen in de nabije omgeving
De onderstaande figuur toont nabijgelegen plaatsen in een straal van 72 km rond Nightmute.